# Kunemil
Kunemil (německy Kunemühle) je obec v okrese Havlíčkův Brod v Kraji Vysočina. Žije zde 117 obyvatel.

## Historie
První písemná zmínka o vesnici pochází z roku 1310.
„Půldruhé hodiny od Světlé leží ves Kunemil, v níž se zbytky bývalé tvrze spatřují. Roku 1310 připomínají se Hereš a Ota z Kunemile. Tento erb kola připomíná se ještě roku 1348. Zůstavil tři syny Ješka, Peška a Jindřicha, znichž onino dva se prvým jménem Zřiš nazývali. Bratři ti založili nový kostel v Kunemili, který roku 1365 faráři Smrdovskému podřízen. Ješek vyskytuje se v letech 1360-1369 ve mnohých pamětech soukromých. Ke sklonku 14. století nabyl Kunemile Bolech ze Zdislavic a od té doby se psal z Kunemile. Roku 1396 zapsal úrok kostelu Smrdovskému a roku 1400 měl jakési jednání u dvorských desk Bolech z Kunemile, jenž byl roku 1440 na sjezdu Čáslavském a potom přívržencem jednoty Poděbradské, byl bezpochyby jeho synem. Dcera jeho Zdina vdala s za Bohuslava Leskovce z Leskovce, a tak se dostala Kunemil v držení tohoto rodu. Bohuchval a Arnošt, synové jejich, prodali roku 1520 tvrz, dvůr a ves Kunemil, Horní a Dolní Dlužin a Chrtnici obci města Čáslavě. Čáslavští drželi statek ten až do neblahého roku 1547; pak jim zabrán a roku 1550 prodán k Lipnici. Při rozdělení téhož panství a po odprodání Lipnice připojena Kunemil ke Světlé. Mezitím tvrz zpustla, a proto se připomíná roku 1591 Kunemil ves s rychtou, tvrz pustá s rybníky, řekami, potoky, lesy.“ – August Sedláček, Hrady, zámky a tvrze Království Českého
Tvrz stávala na okrouhlém pahorku na západním okraji dolního rybníka chráněna příkopem napájeným z rybníka. Dnes zde stojí dům čp. 3.
V dalších letech ves Kunemil sdílela osud světelského panství a dalších vesnic k tomuto panství patřící, což je popsáno na stránkách světelských včetně šlechtických rodů, které Světlou měly v držení.
Významná data
- 1845 – zhotoven křížek se zvoničkou na návsi
- 1904 – založen hasičský sbor
- 1919 – založen Sokol, zasazeny Lípy svobody
- 1923 – postaven pomník se jmény obětí první světové války, ze které se nevrátilo 18 mužů
- 1928–1929 – elektrifikace obce
- 1938 – odhalení pomníku na paměť 20 let trvání ČSR a 90 let zrušení roboty a v roce 1946 byl přidán nápis „7 leté utrpení českého národa 1939–1945,

V letech 1990–1994 jako první novodobý starosta byl zvolen Pavel Peca, v letech 1994–2010 působil jako starosta Zdeněk Klement, od roku 2010 do roku 2018 tuto funkci zastával Jiří Veselský, v letech 2018 až 2022 je starostou Mgr. Martin Proněk a ve volbách roku 2022 byl zvolen Lukáš Vlček.

## Obyvatelstvo
| Rok            | 1869 | 1880 | 1890 | 1900 | 1910 | 1921 | 1930 | 1950 | 1961 | 1970 | 1980 | 1991 | 2001 | 2011 | 2021 |
| -------------- | ---- | ---- | ---- | ---- | ---- | ---- | ---- | ---- | ---- | ---- | ---- | ---- | ---- | ---- | ---- |
| Počet obyvatel | 368  | 440  | 397  | 423  | 396  | 364  | 320  | 235  | 208  | 182  | 157  | 112  | 109  | 109  | 109  |
| Počet domů     | 43   | 52   | 52   | 53   | 56   | 55   | 58   | 62   | 54   | 50   | 48   | 47   | 52   | 54   | 57   |

## Obecní správa
Mezi lety 1869–1964 Kunemil byl obcí v okrese Ledeč (1869–1890), posléze v okrese Čáslav (1900–1930), poté v okrese Ledeč nad Sázavou (1950) a později v okrese Havlíčkův Brod. Od 1. června 1964 do 23. listopadu 1990 patřil jako část obce k Sázavce a od 24. listopadu 1990 je opět samostatnou obcí.

### Obecní symboly
Znak a vlajka byly obci uděleny rozhodnutím předsedy Poslanecké sněmovny Parlamentu České republiky dne 13. listopadu 2002.

## Galerie

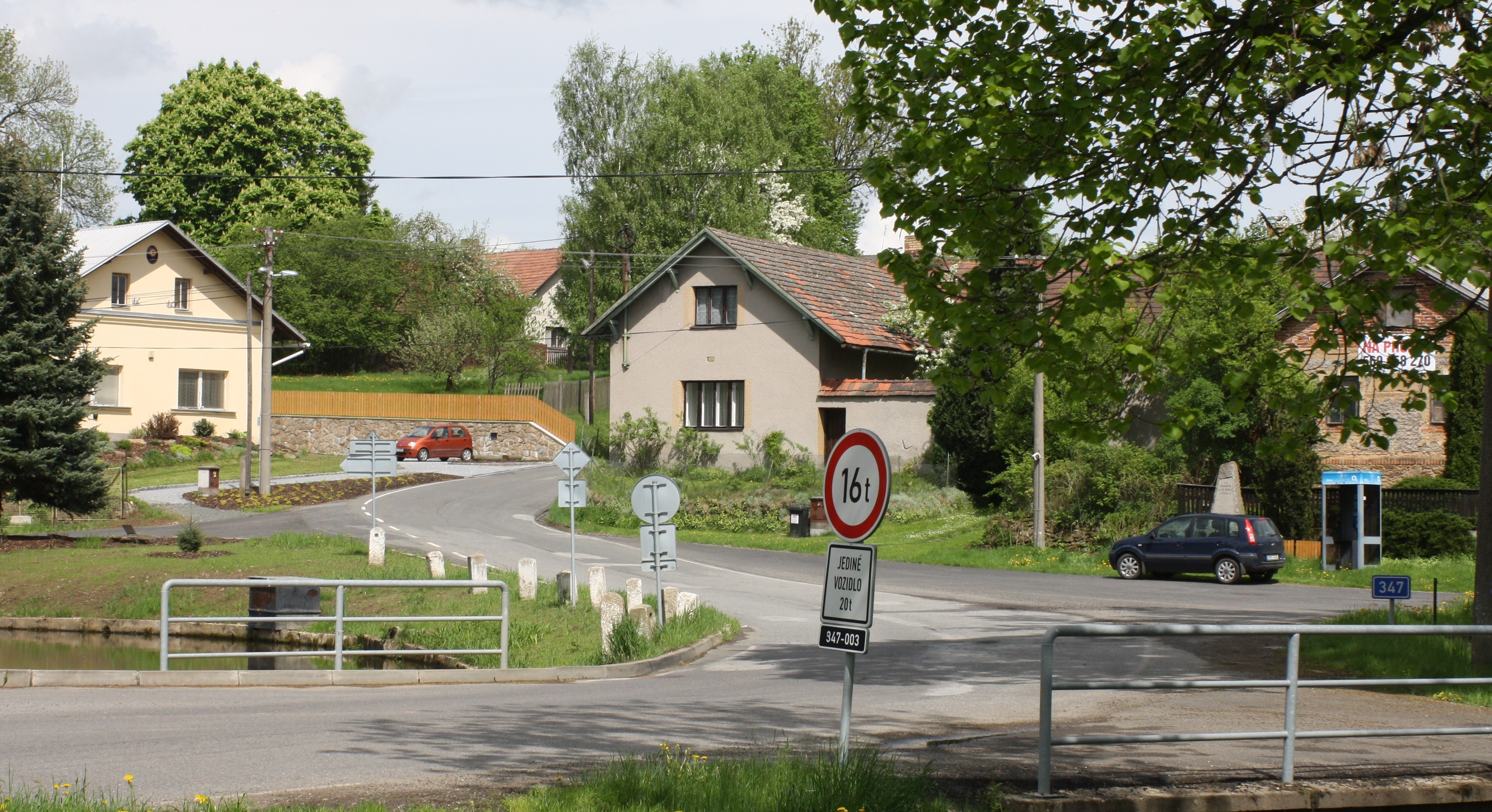
Náves
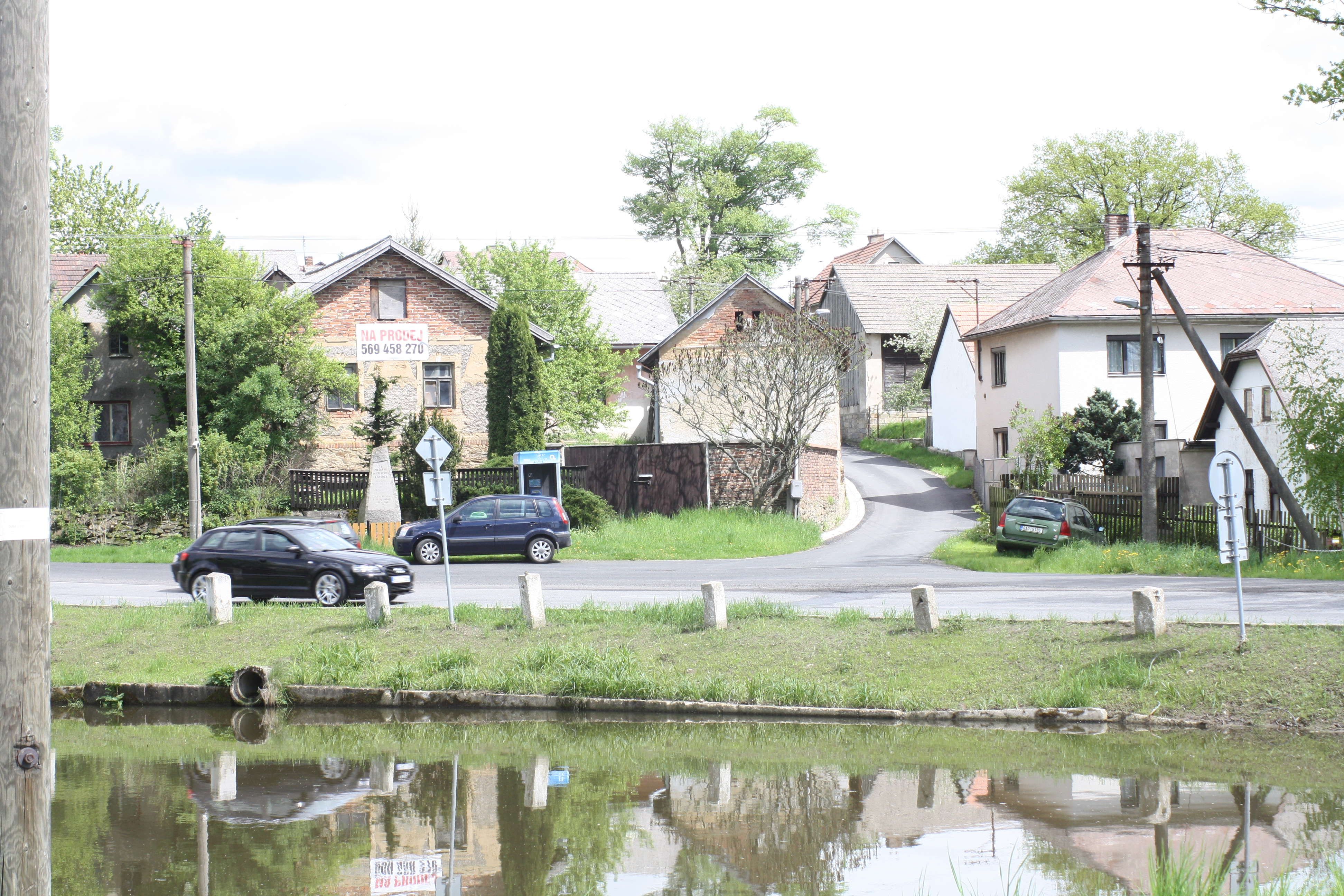
Náves s rybníkem i s pomníkem
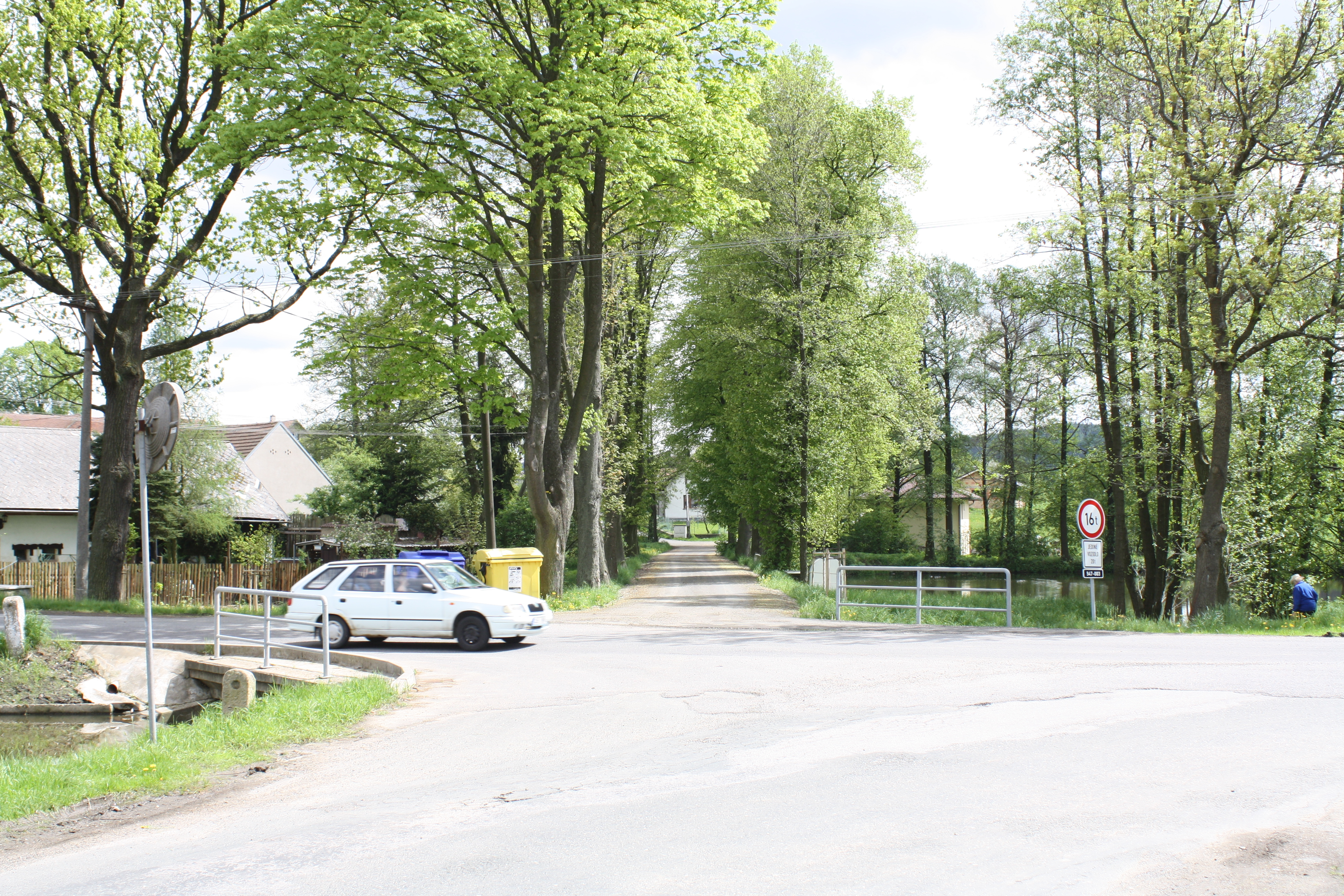
Cesta z návsi podél dolního rybníka
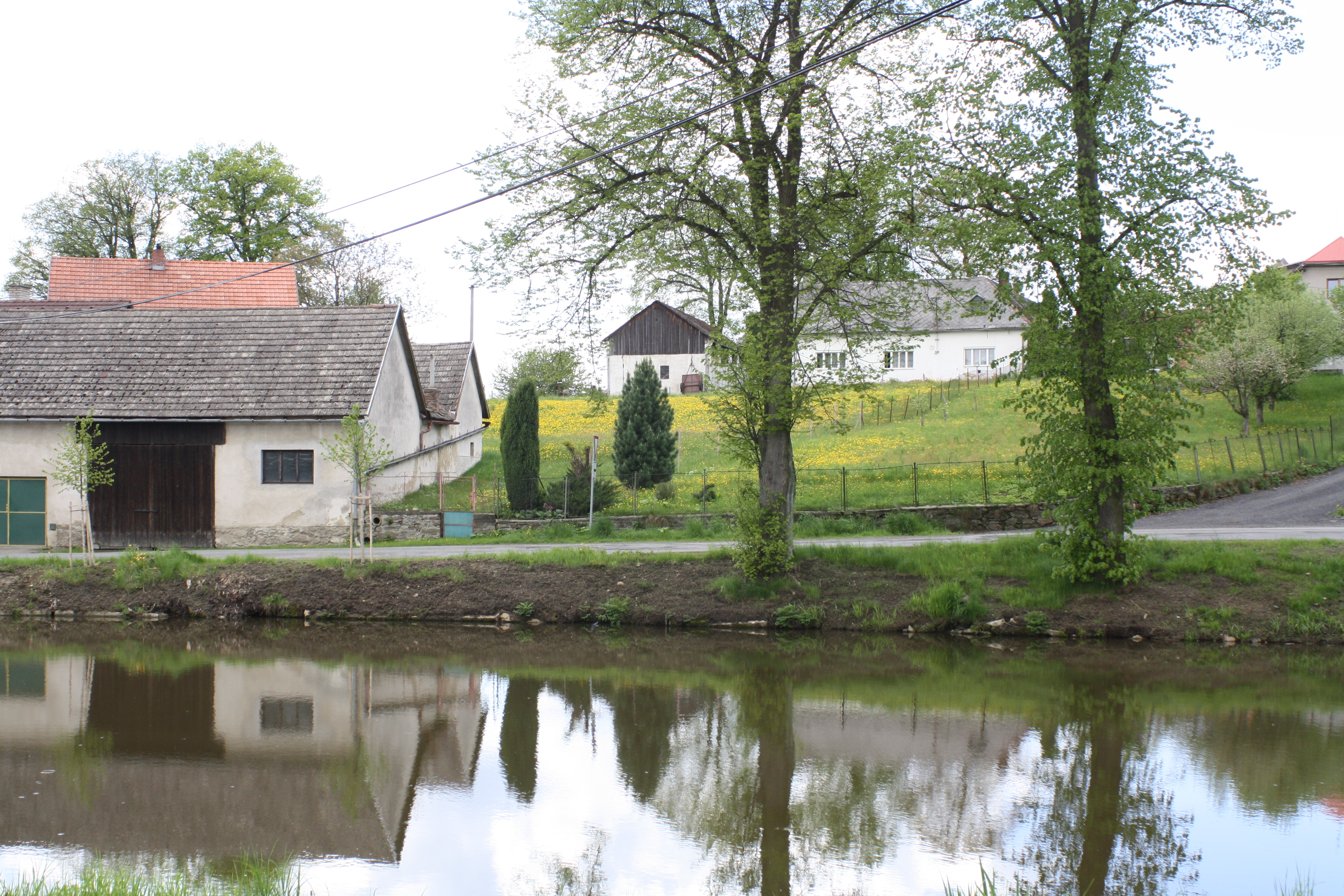
Horní rybník na návsi se silnicí na Sázavku
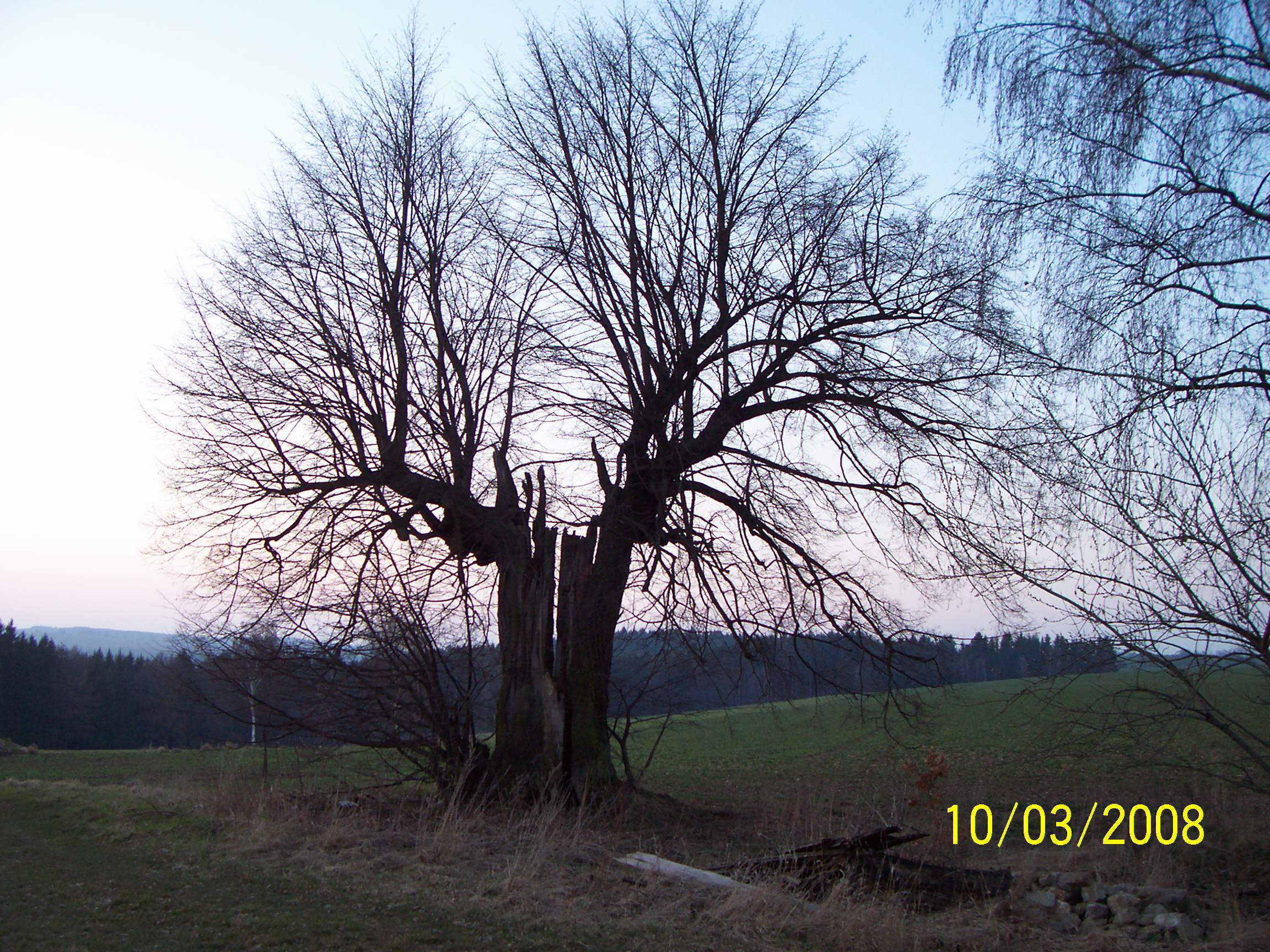
Torzo památné lípy vysazené u příležitosti 100. výročí zrušení roboty
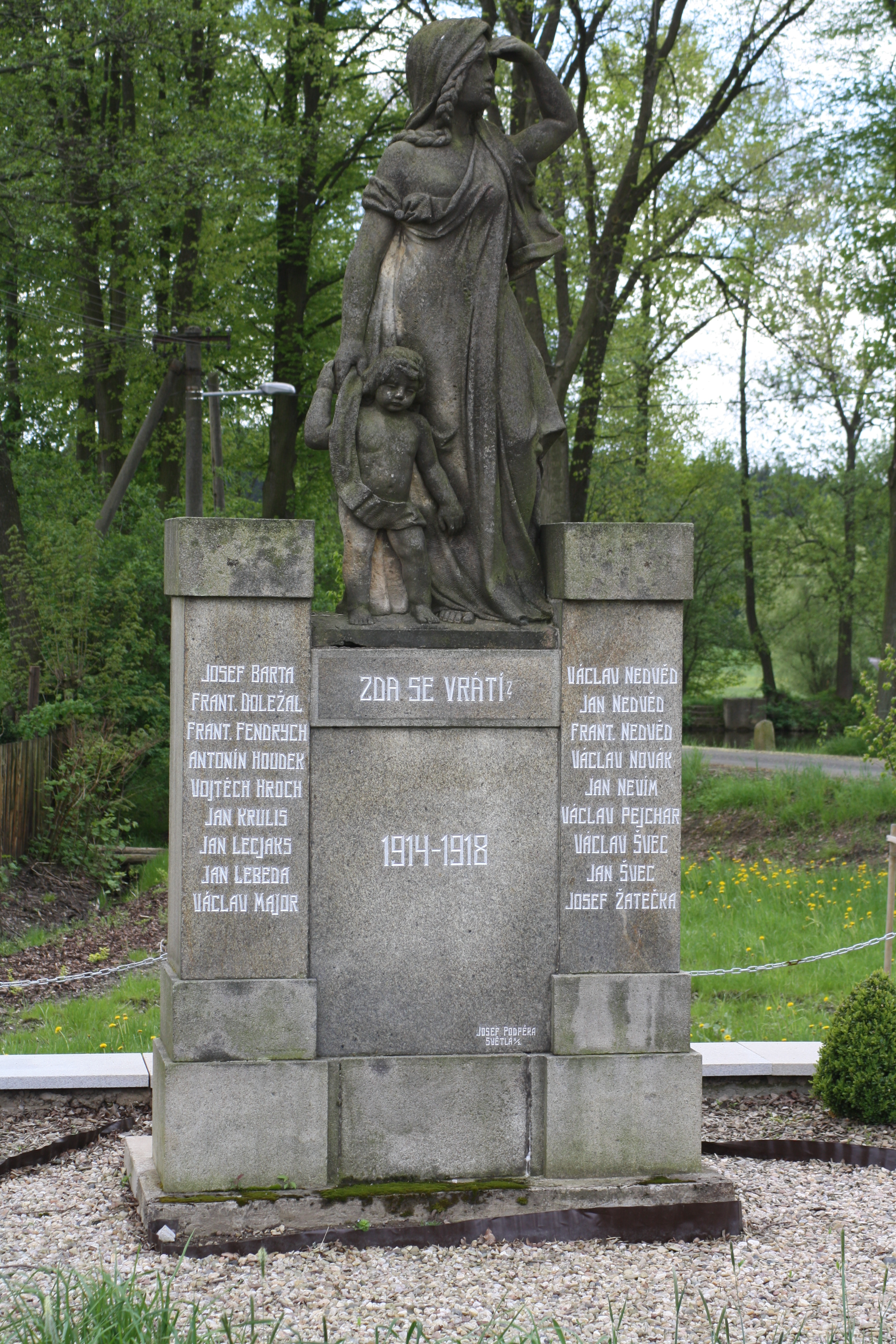
Pomník padlým v první světové válce
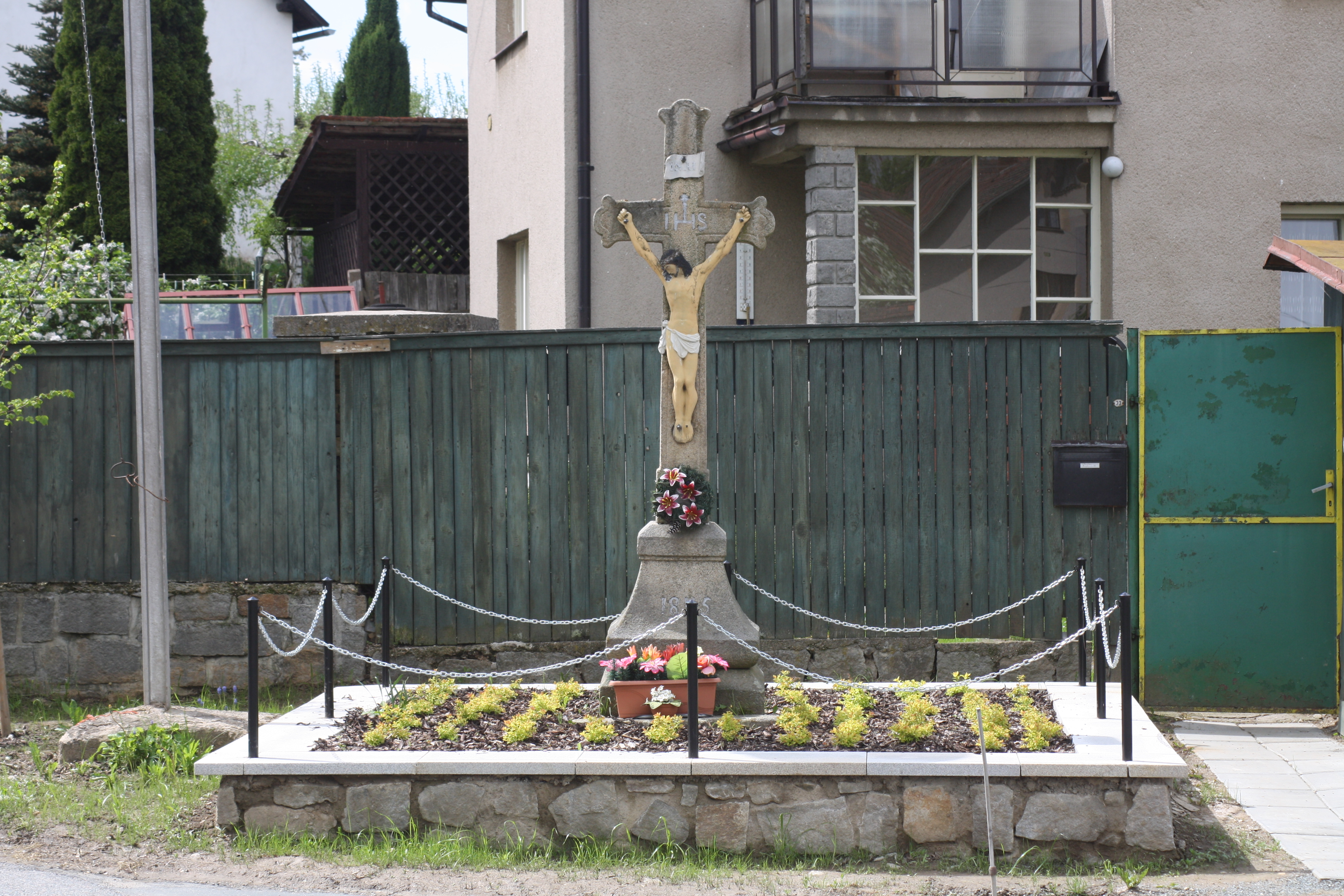
Křížek a zvonička
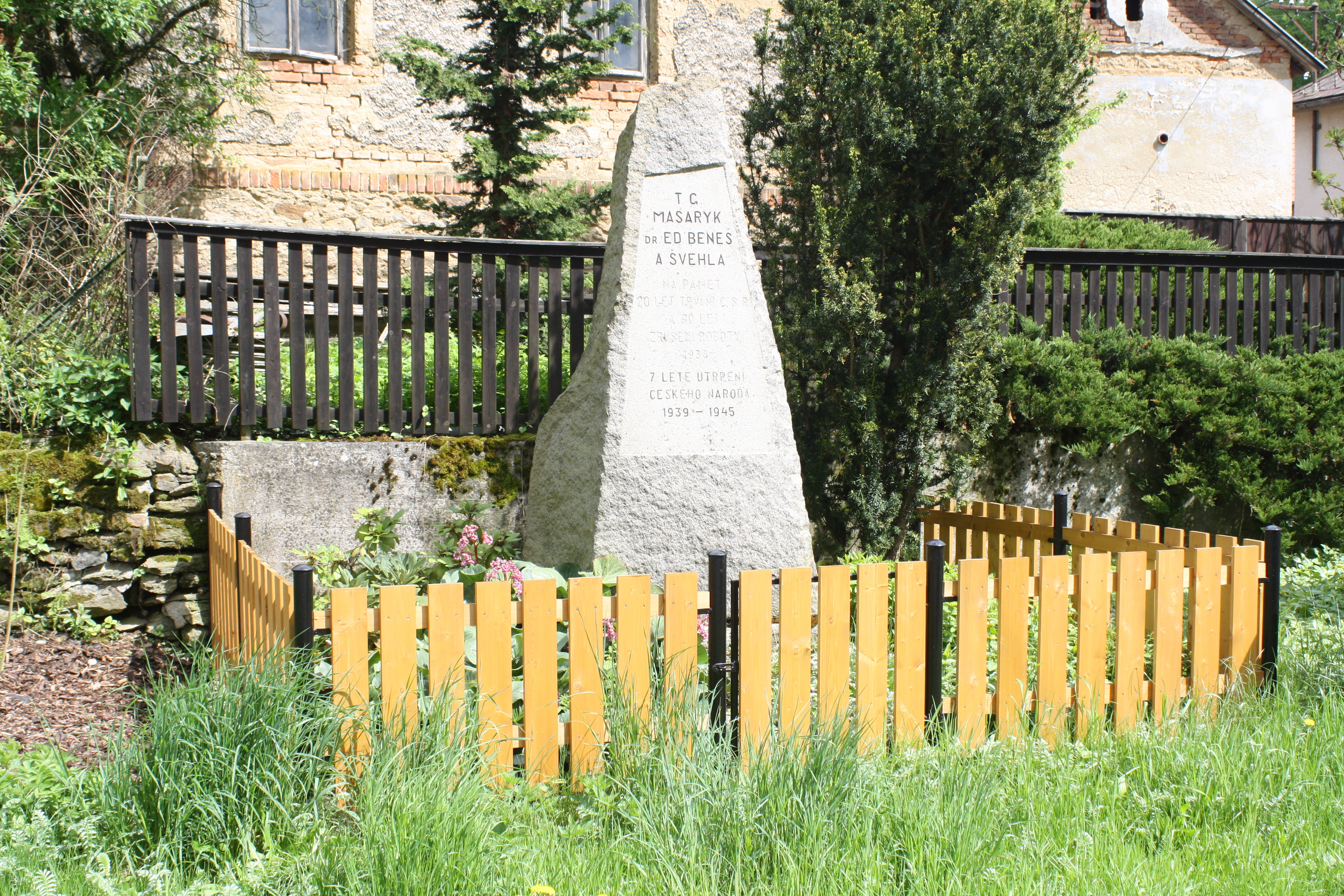
Pomník na paměť 20 let trvání ČSR a 90 let zrušení roboty